# فيكتور إسبينوزا بينيا
فيكتور اسبينوزا بينيا (25 مايو 1947 - 1 مارس 2021) سياسي وصياد من البيرو.

## السيرة الشخصية
ولد في بوكاسانا، وأكمل دراسته الأولية وأصبح صيادًا حرفيًا. تم انتخابه نائبًا لعمدة مقاطعة بوكوسانا في انتخابات بلدية ليما لعام 2018 إلى جانب العمدة لويس تشوكا نافارو من حزب التحالف من أجل التقدم. أصبح عمدة بعد وفاة نافارو من جراء كوفيد 19 في 28 يونيو 2020 نتيجة لوباء كورونا في بيرو. في 6 فبراير 2021 أفاد بينيا أنه ثبتت إصابته بـ كوفيد 19 وتوفي في 1 مارس 2021، وهو عمدة بوكوسانا الثاني الذي مات بسبب المرض.